# Juillac (Corrèze)
 Juillac  (en occitano Julhac) es una comuna y población de Francia, en la región de Lemosín, departamento de Corrèze, en el distrito de Brive-la-Gaillarde. Es la cabecera del cantón de su nombre.
Su población en el censo de 2008 era de 1182 habitantes.
Está integrada en la Communauté de communes Juillac-Loyre-Auvézère, de la que es la mayor población.

## Demografía
| 1819 | 1615 | 1522 | 1452 | 1268 | 1215 | 1108 | 1089 | 1182 |
| Para los censos de 1962 a 1999 la población legal corresponde a la población sin duplicidades (Fuente: INSEE [Consultar]) |      |      |      |      |      |      |      |      |